# Loanable funds
Bei der Loanable-funds-Theorie (deutsch „Kreditfondstheorie“ oder „Theorie ausleihbarer Gelder“) handelt es sich um eine neoklassische Zinstheorie. Im Gegensatz zur klassischen Kredittheorie wird die Kapitalangebots-/Nachfragerelation von Sparguthaben/Kreditnachfrage (S/I) um exogenes Geldangebot (ΔM durch die jeweilige Zentralbank) und um Geldhortung (H) im Sinne einer nachfragenden Funktion erweitert. Ein erhöhtes Kapitalangebot durch die Zentralbank gegenüber den Geschäftsbanken verringere daher den Marktzins, eine Erhöhung des (Bargeld-)Hortens erhöhe die Nachfrage nach Kapital und erhöhe damit den Marktzins.
Als relevante Angebotsfaktoren stehen innerhalb der Theorie also Sparen (S) sowie Zentralbankgeldangebot (M) auf der einen Seite zur Verfügung, als relevante Nachfragefaktoren Kreditnachfrage (I) sowie Geldhortung (H).
Innerhalb der Theorie wird Geldhortung allerdings als irrational angenommen und ein Enthorten („Dishoarding“) erhöhe insofern das Kapitalangebot zu Gunsten des Kreditmarktes und verringere daher den Zins.

## Geschichte
Die Loanable-funds-Theorie geht zurück auf das Jahr 1937. Sie wurde von Dennis Holme Robertson, Bertil Ohlin und von R. G. Hawtrey formuliert. Ohlin berief sich zu den Ursprüngen der Theorie auf den schwedischen Ökonomen Knut Wicksell (Geldzins und Güterpreise 1898) und der sogenannten Stockholmer Schule zu. Als Mitglieder der Stockholmer Schule nennt Ohlin ausdrücklich Erik Lindahl und Gunnar Myrdal. Die Loanable-Funds-Theorie wird heute auf Ohlin, Robertson, Lerner zurückgeführt.
Ohlin wandte sich gegen die klassische Vorstellung, der Zins werde allein durch Ersparnis und Investition bestimmt.
Die Theorie ausleihbarer Fonds war als Entgegnung zu Keynes Liquiditätspräferenztheorie formuliert worden, worin Keynes die Hortung liquider Mittel einerseits als konjunkturdämpfend, andererseits als dem „Kapitangebot“ entzogene Mittel (Bargeldhortung der Nichtbanken) postuliert hatte.

## Rezeption
Während der Begriff Loanable-funds-Theorie in der wissenschaftlichen Literatur einheitlich im obigen Sinn gebraucht wird, verwenden Lehrbuchautoren und Blogger die Worte „loanable funds“ gelegentlich im Zusammenhang mit der klassischen Zinstheorie. Dieser umgangssprachliche Gebrauch vernachlässigt den entscheidenden Beitrag der Loanable-funds-Theorie, nämlich die Integration des Geldmarktes (Geldtheorie).
Bei der heute als neoklassisch einzustufenden Loanable Funds Theorie ging es vorrangig (ähnlich wie beim Sayschen Theorem postuliert) darum, die von Keynes postulierte (wachstumshemmende) Liquiditätspräferenz (bzw. die daraus evtl. rückläufig nachfragenden Kreditaufnahmen) der privaten Haushalte (Konsumenten und private Unternehmen) während der Rezession als „irrational“ abzuwerten und damit in der Praxis als für die Zinshöhenbildung als nicht relevant zu kategorisieren.
Etwas sarkastisch reagierte Keynes 1937 auf die Theorie ausleihbarer Fonds, die sich bemüht im Vorhinein (ex ante) Zinshöhen zu berechnen, wie folgt:

„Wenn sich die Liquiditätslage nicht ändert, kann die Öffentlichkeit ex ante und ex post und ex ‚anything‘ sparen, bis sie blau anläuft, ohne das Problem [d. h. die Nachfrage nach Geld, nicht nach Sparen, JB] auch nur im Geringsten zu lindern – es sei denn, das Ergebnis ihrer Bemühungen besteht darin, den Umfang der Aktivität auf das Niveau von vorher zu senken.“

Die Liquiditätspräferenztheorie fokussiert auf Bestandsgrößen (stock concept), die loanable funds Theorie fokussiert auf Stromgrößen (flow concept).
Während der 1930er Jahre, und dann wieder während der 1950er Jahre, wurde die Beziehung zwischen der Loanable-funds-Theorie und der Liquiditätspräferenztheorie eingehend diskutiert. Einige Autoren betrachteten beide Ansätze als gleichwertig. Über diese Frage besteht jedoch keine Übereinstimmung.
Heute wird die Loanable funds Theorie als nicht ausreichend zur Zinsbestimmung eingeordnet.

„Bei der Loanable Funds-Theorie werden zwei ungleiche Begriffspaare (Investieren und Sparen, Horten und Geldmengenerhöhungen) miteinander vermischt, ohne die Wirkungsmechanismen zwischen den Geld-, Kapital- und Kreditmärkten zu erklären. Diese sind jedoch komplexer, als dies in der Loanable Funds-Theorie zum Ausdruck kommt.“